# Trinity House

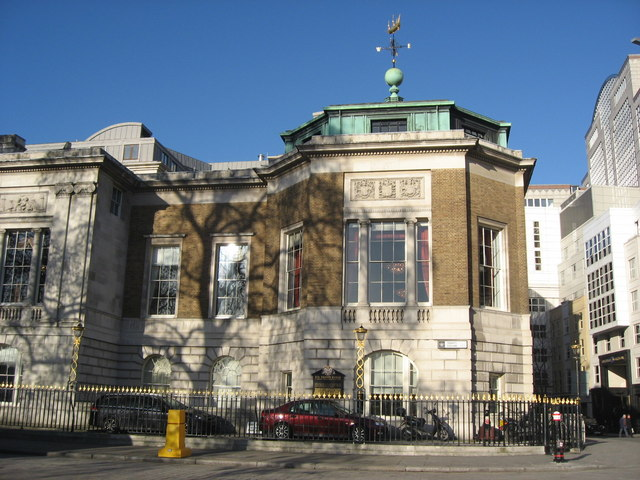
De zetel van Trinity House op Tower Hill in Londen.

De Corporation of Trinity House of Deptford Strond, beter bekend als Trinity House, is een Britse private vennootschap. Ze beheert en onderhoudt navigatiemiddelen rond de Engelse kusten, stelt loodsen ter beschikking en vervult een rol als maritieme liefdadigheidsinstelling.

## Basistaken
De vennootschap heeft drie basistaken. In de eerste plaats is ze verantwoordelijk voor het leveren, herstellen en onderhouden van navigatiemiddelen. In de hoedanigheid van General Lighthouse Authority (gezaghebbende instantie op het gebied van vuurtorens) beheert ze vuurtorens, lichtschepen en boeien voor Engeland, Wales, de Kanaaleilanden en Gibraltar.
Ook de maritieme communicatie via radio en satelliet vallen onder haar beheer. Haar tweede kerntaak bestaat uit het leveren van loodsen voor schepen die de Europese zeeën bevaren. Ten slotte stelt zij als maritieme liefdadigheidsinstelling fondsen ter beschikking voor oude of onbemiddelde zeelui, financiert ze de opleiding van jonge cadetten en bevordert ze de veiligheid op zee.

## Ontstaan en geschiedenis

### Royal Charter
De vennootschap werd als broederschap in het leven geroepen door een koninklijke oorkonde (royal charter), uitgevaardigd op 20 mei 1514 door koning Hendrik VIII. Dit gebeurde op verzoek van een zeemansgilde die een betere beloodsing wilde op de Theems, want de toenmalige loodsen waren onervaren, gedroegen zich slecht en vormden een gevaar voor de bemanningen en de vervoerde goederen. In deze oorkonde werd ook de volledige naam van de vennootschap vastgelegd: The Master, Wardens and Assistants of the Guild, Fraternity or Brotherhood of the most glorious and undivided Trinity and of St. Clement in the Parish of Deptford Strond in the County of Kent, wat kan vertaald worden als Het hoofd, bestuurders en assistenten van de broederschapsgilde van de schitterende en onverdeelde Drie-eenheid en van Sint-Clement in de parochie van Deptford Strond, in het graafschap Kent.

### Taakomschrijving in 1746
In 1746 omschreef John Whormby, destijds de secretaris van de vennootschap, de opdrachten van de bestuursleden en assistenten. Ze dienden toezicht uit te oefenen op het gedrag van diegenen die schepen bestuurden en te zorgen voor de goede orde. Bovendien moesten zij bemiddelen in maritieme zaken waar nodig en voorzien in het onderhoud en plaatsing van navigatiemiddelen. Tevens dienden ze te zorgen voor het welzijn van zeelieden, meer bepaald voor dat van oudere matrozen en hun familie.

### The Seamarks Act
In deze door koningin Elizabeth I in 1566 uitgevaardigde act kreeg de vennootschap het recht om, op eigen kosten, zoveel navigatiemiddelen op te richten als nodig om de zeeën veilig te houden en de schepen vlot in de havens te loodsen.

### Vuurtorens en lichtschepen

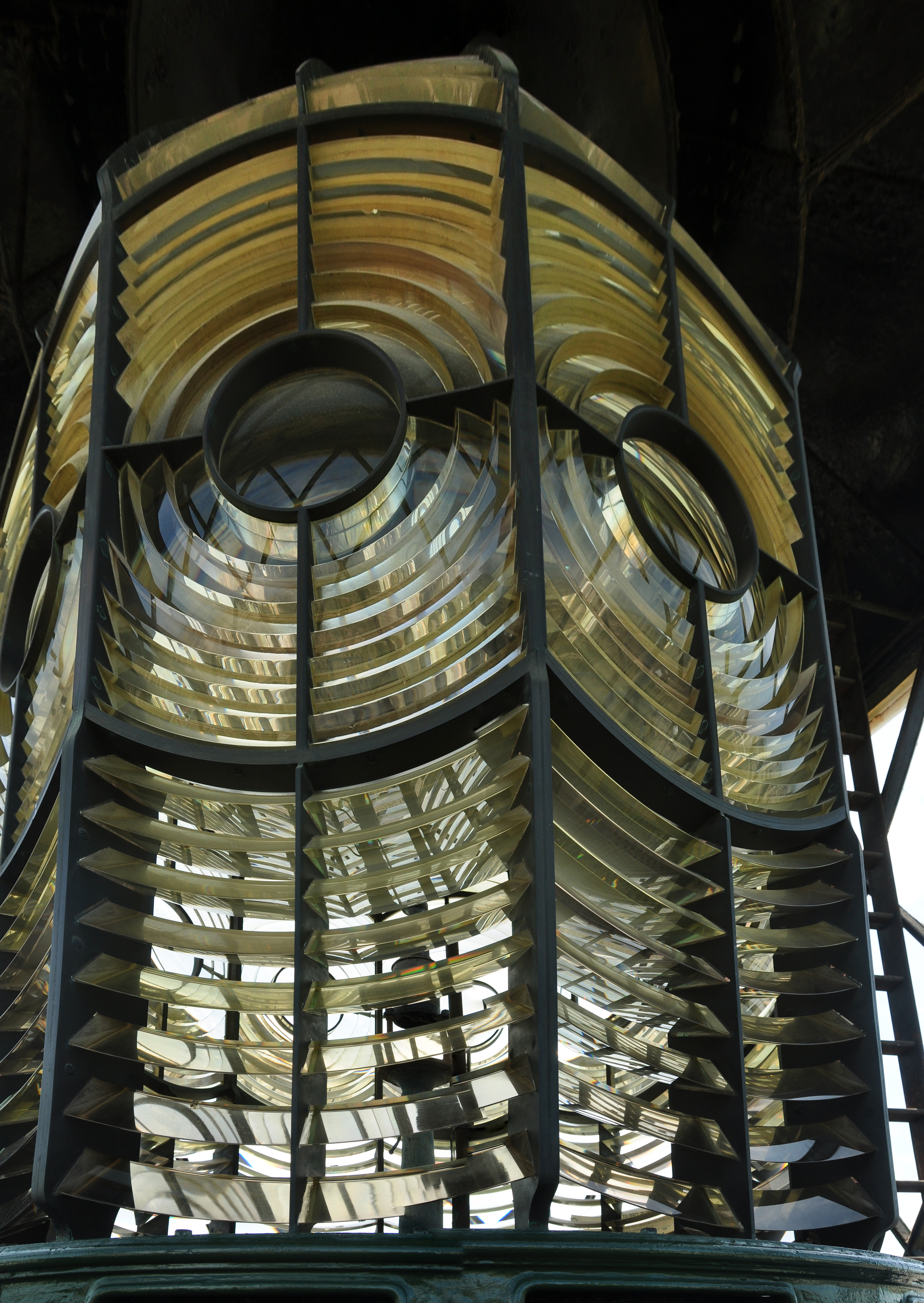
Fresnellens van de vuurtoren in Dungeness, Kent.

In 1609 werd door Trinity House de dubbele vuurtoren van Lowestoft opgericht omdat geregeld schepen verloren gingen die kolen vervoerden tussen Newcastle en Londen. Deze vuurtoren bestond uit twee houten torens die met kaarsen werden verlicht.
Vanaf 1782 ging de Argandse lamp de met hout of steenkool gestookte vuurtorenlichten vervangen. Deze lamp gebruikte olie als brandstof. De eerste paraboolspiegel, vervaardigd uit verzilverd glas, zag in 1777 het levenslicht. Augustin Jean Fresnel vond in 1832 de naar hem genoemde lens uit met concentrische prisma's, die de vennootschap gebruikte om op termijn de minder efficiënte optieken te vervangen. 
In 1836 verwierf Trinity House het recht om de vuurtorens die nog in privébezit waren over te nemen, zodat ze zelf het onderhoud kon verrichten.
In 1732 werd door de vennootschap het eerste lichtschip uitgelegd. De schip droeg de naam Nore en het licht bestond uit een eenvoudige lantaarn die verlicht werd met kaarsen. In 1861 kon Trinity House het allereerste lichtschip met een ijzeren romp in dienst nemen.

### Tijdens de Tweede Wereldoorlog
Om de invasie van D-day te vergemakkelijken markeerde de vennootschap de vaargeul met 73 verlichte boeien. Er werden ook twee tijdelijke lichtschepen uitgelegd, de Juno en de Kansas. Rivier- en zeeloodsen van Trinity House waren gedurende die periode 24 uur per dag actief met het begeleiden van de commerciële scheepvaart. Op 29 december 1940 werd tijdens een bombardement op Londen het kantoor van de vennootschap op Tower Hill verwoest. Het pand werd herbouwd en op 21 oktober 1953 geopend door koningin Elizabeth II.

### Automatisering

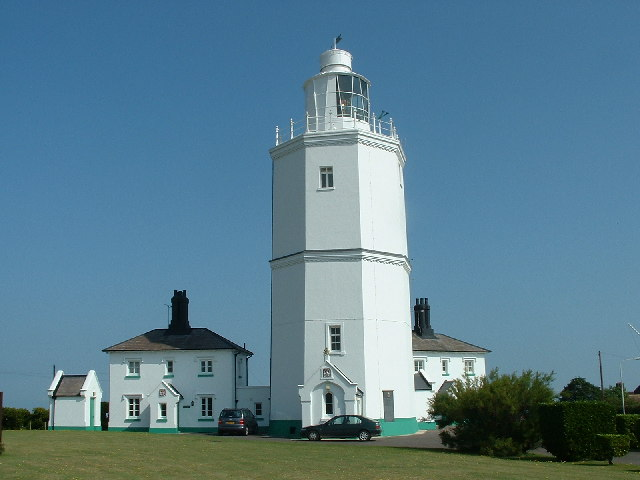
De vuurtoren van North Foreland werd in 1988 als laatste geautomatiseerd.

Na de Tweede Wereldoorlog begon Trinity House met het moderniseren van de navigatiestations. Het herstellen van de oorlogsschade bood ook de gelegenheid om vuurtorens uit te rusten met telefoon en aan te sluiten op het elektriciteitsnet. Deze activiteiten gingen vooraf aan de automatisatiewerkzaamheden die rond 1980 op gang kwamen. De vuurtoren van North Foreland werd op 26 november 1998 als laatste voorzien van een automatische installatie. Op 9 juni 1989 werd het laatste bemande Engelse lichtschip opgelegd en vervangen door een geautomatiseerd vaartuig. Het lichtschip werd van zijn ligplaats Channel weggesleept naar Harwich.

## Voornaamste vaartuigen

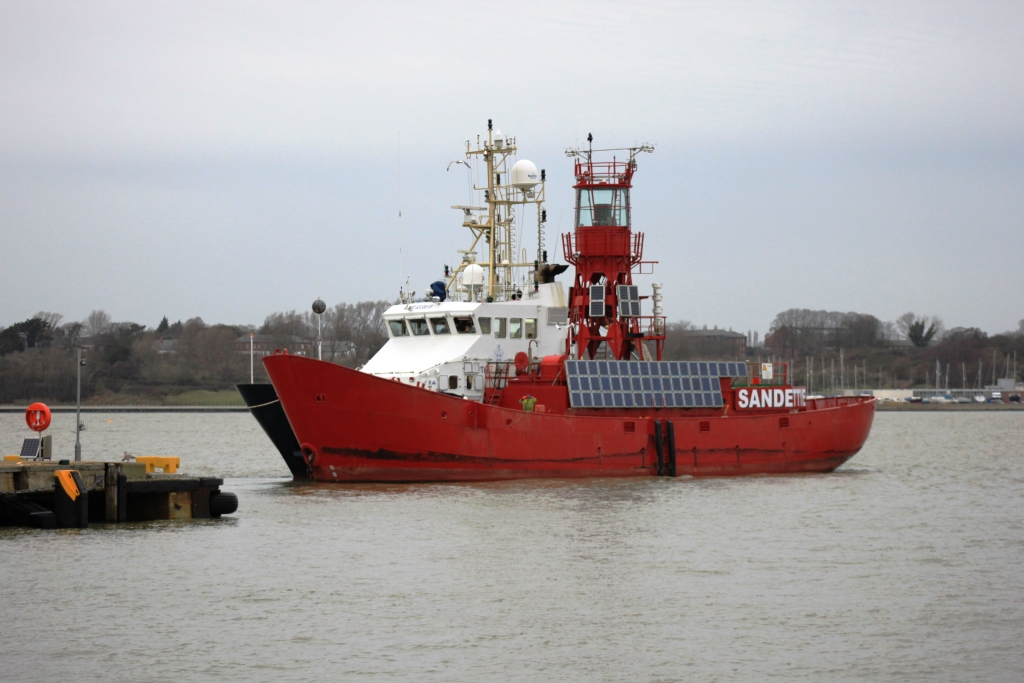
De THV Alert verplaatst het geautomatiseerde lichtschip Sandettie.

Trinity House heeft een aantal vaartuigen voor het onderhoud van de navigatiemiddelen.
- De 39,5 meter lange THV Alert wordt voornamelijk ingezet langs de Engelse zuidoostelijke kust voor maritieme interventies. De kruissnelheid van het schip bedraagt 15 knopen, de topsnelheid 17. Naast het uitvoeren van wetenschappelijk onderzoek kan het schip ook ingezet worden om onder meer door middel van sonar wrakken op te sporen en om navigatiemiddelen te herpositioneren.[6]
- De THV Galatea is 84 meter lang en heeft een kruissnelheid van 13 knopen. Met een kraan met een hefvermogen van 30 ton kunnen navigatiemiddelen opgetakeld worden en na eventueel onderhoud of reparatie opnieuw uitgelegd worden. Verder heeft het schip ook een sonar aan boord om de positie van wrakken te bepalen, zodat ze bijvoorbeeld met boeien kunnen gemarkeerd worden.[7]
- De THV Patricia kan ingezet worden voor algemene taken zoals onderhoud en herstel van navigatiemiddelen, het aangeven van gevaarlijke plaatsen met boeien en het bewaken van kabelleggers of buizenleggers. Het schip heeft een lengte van 86 meter en doet vooral dienst rond de kusten van Engeland, Wales en de Kanaaleilanden.[8]

## Bestuur
Het bestuur van de broederschap is in handen van een hoofd (Master), vier bestuurders (Wardens) en acht assistenten. De taak van Master wordt traditioneel waargenomen door een lid van de Engelse koninklijke familie, dat in de broederschap jaarlijks opnieuw wordt verkozen. Sedert 2011 was dit de Princess Royal. Deze bestuursleden worden aangevuld met 31 oudere broeders (Elder Brethren). Sommige van deze broeders behoren eveneens tot de koninklijke familie of zijn marineofficieren. Volgens de traditie werden ook eerste ministers aangezocht om als broeder te fungeren, zoals bijvoorbeeld Winston Churchill. 
Oorspronkelijk bestond de taak van de oudere broeders erin om toezicht uit te oefenen op de loodsdiensten van de Theems. Geleidelijk aan kwamen er nieuwe opdrachten bij zoals het oprichten van vuurtorens, het plaatsen van boeien en andere bakens en het uitleggen van lichtschepen. Hun opdracht werd uitgebreid met administratieve taken zoals het bijwonen van de Admiraliteitsraad, raadgeving bij maritieme geschillen, het besturen van de vennootschap en het beheren van het liefdadigheidsfonds voor zeelui. Omdat de taken van de Master steeds toenamen, werd later de functie van een adjunct (Deputy Master) gecreëerd.
De groep van jongere broeders (Younger Brethren) bestaat uit meer dan 400 leden die geen echte officiële functie hebben. Wel helpen deze leden mee bij het verkiezen van het hoofd en de bestuurders van de vennootschap. Ze mogen ook informeel advies geven over de werking van de broederschap. Kandidaten worden geselecteerd op basis van hun maritieme ervaring. Zowel de oudere als jongere broeders worden benoemd voor het leven.

## Financiering
Voor haar werking doet de vennootschap geen beroep op belastinggeld. Zij haalt haar inkomsten onder meer uit giften en de verhuur van gebouwen. De financiering van de General Lighthouse Authority gebeurt aan de hand van een lichtretributie (light due) die wordt geheven van alle vaartuigen van de koopvaardijvloot die gebruik maken van de havens van de Britse eilanden. De netto-tonnenmaat van het schip bepaalt het bedrag. Kleinere vaartuigen als vissersboten of sleepboten worden jaarlijks belast op basis van hun lengte. Door de geleidelijke automatisering van vuurtorens en lichtschepen en het uitrusten van boeien en vuurtorens met zonnepanelen namen de beheerskosten af en kon de heffing verminderd worden.

## Liefdadigheid
De vennootschap stelt jaarlijks fondsen ter beschikking voor een aantal liefdadigheidsprojecten zoals de training van toekomstige officieren in de koopvaardij, het ter beschikking stellen van verblijven voor gepensioneerde zeelui en de opleiding van cadetten. In 2016 werd hiervoor een bedrag van 4 miljoen pond uitgetrokken.

## Plaats

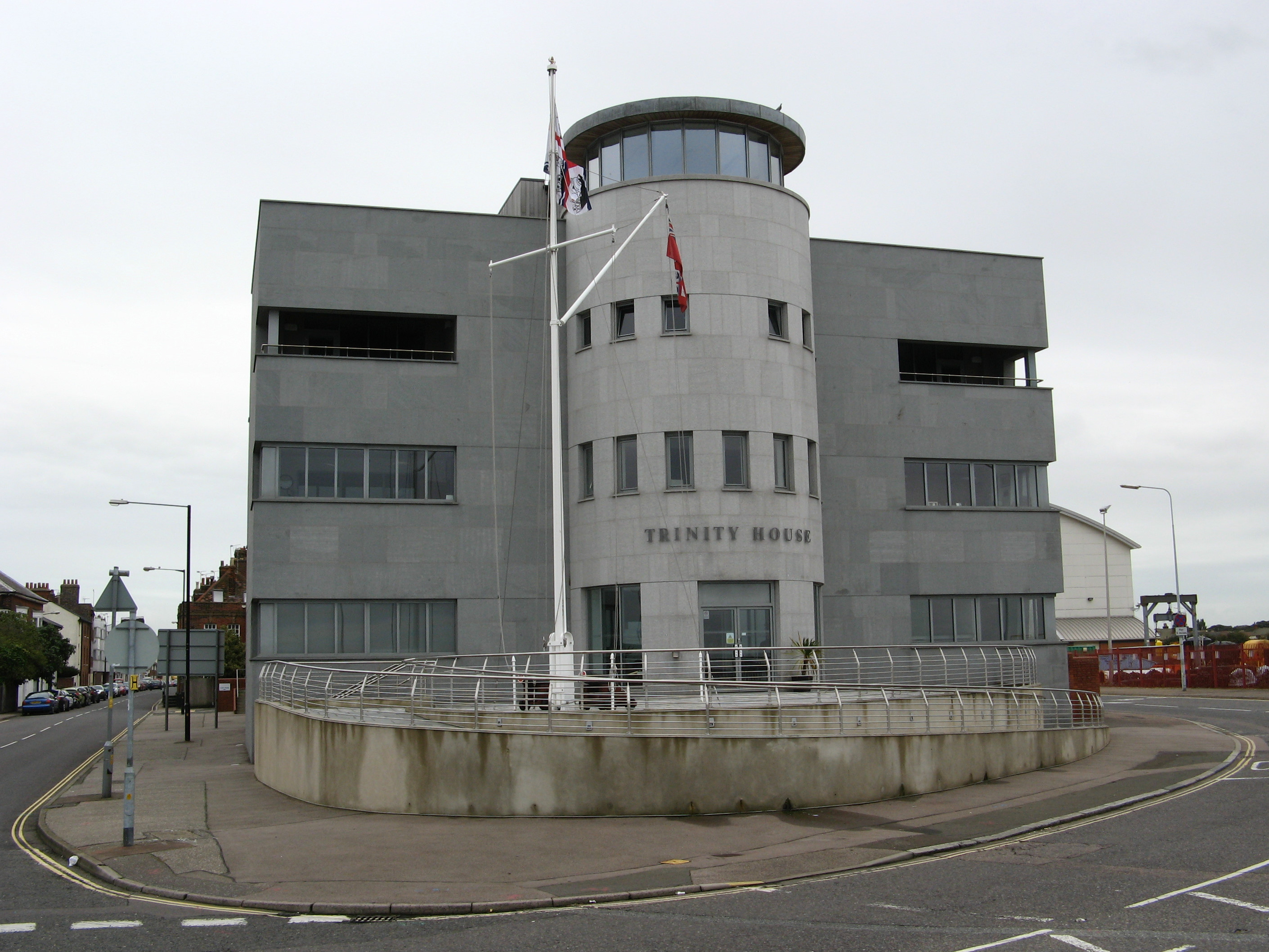
Trinity House in Harwich.

In 1514 bevond het hoofdzetel van de vennootschap zich in Deptford, omdat daar een grote actieve marinebasis gevestigd was. Vervolgens werd de zetel verplaatst naar Ratcliff (een gehucht aan de noordelijke oever van de Theems), nadien naar Water Lane in het oosten van Londen om uiteindelijk in 1796 op de Tower Hill in Londen terecht te komen. Op deze plaats werd voor de vennootschap een gebouw opgetrokken dat was ontworpen door architect Samuel Wyatt. Een belangrijk operationeel centrum met bijhorende depots bevindt zich in Harwich.